# Jyrki Aho
Jyrki Aho (* 14. Juli 1974 in Jyväskylä) ist ein ehemaliger finnischer Eishockeyverteidiger, der seit seinem Karriereende als Trainer arbeitet. Zuletzt war er Cheftrainer beim EC VSV aus der Erste Bank Eishockey Liga.

## Karriere
Jyrki Aho stammt aus dem Nachwuchs von Diskos Jyväskylä. Zwischen 1995 und 2000 spielte er für verschiedene Mannschaften in der dritten finnischen Spielklasse, der heutigen Suomi-sarja. Im Jahr 2000 beendete er seine Karriere und wurde Nachwuchstrainer bei den Espoo Blues. 2003 wechselte er als Assistenztrainer zu Mikkelin Jukurit aus der zweiten Spielklasse, der Mestis. 
In der Saison 2006/07 betreute er die Mannschaft der Jungadler Mannheim aus der DNL als Co-Trainer.  In der folgenden Saison kehrte Aho nach Finnland zurück und wurde Assistenztrainer von Risto Dufva. Im Spieljahr 2008/09 gewann JYP seine erste finnische Meisterschaft der Vereinsgeschichte. In der folgenden Saison wurde JYP der Sieger der regulären Saison und schied im Halbfinale aus. Nach dem Rücktritt von Duvfa wurde Aho im Herbst 2011 Cheftrainer von JYP und gewann mit JYP 2012 seinen zweiten Meistertitel. Für diesen Erfolg erhielt er zudem die Kalevi-Numminen-Trophäe als bester Trainer der SM-liiga.
2013 verließ er JYP und wurde als neuer Cheftrainer der Espoo Blues mit einem Zweijahresvertrag ausgestattet. Unter Ahos Führung belegten die Blues mittlere Plätze der regulären Saison und erreichte jeweils die Play-offs. Die Saison 2015/16 war für den Verein aus Espoo von finanziellen Schwierigkeiten geprägt, die zunächst zu Verkäufen von Spielern und später zur Insolvenz führten. Im März 2016 präsentierte Porin Ässät Aho als neuen Cheftrainer, ehe er im November 2017 entlassen wurde.
Im Frühjahr 2018 wurde er Nationaltrainer des chinesischen Nationalteams und belegte mit dieser bei der Weltmeisterschaft der Division IIA den vierten Platz. Anschließend war er bis Januar 2019 Co-Trainer bei Kunlun Red Star aus Peking, die in der KHL spielen.

## Erfolge und Auszeichnungen
- 2009 Finnischer Meister mit JYP Jyväskylä (als Co-Trainer)
- 2012 Finnischer Meister mit JYP Jyväskylä (als Cheftrainer)
- 2012 Kalevi-Numminen-Trophäe

## Karrierestatistik
(Legende zur Spielerstatistik: Sp oder GP = absolvierte Spiele; T oder G = erzielte Tore; V oder A = erzielte Assists; Pkt oder Pts = erzielte Scorerpunkte; SM oder PIM = erhaltene Strafminuten; +/− = Plus/Minus-Bilanz; PP = erzielte Überzahltore; SH = erzielte Unterzahltore; GW = erzielte Siegtore; 1 Play-downs/Relegation; Kursiv: Statistik nicht vollständig)